# Laurentino Cortizo
Laurentino "Nito" Cortizo Cohen (Ciutat de Panamà, 30 de gener de 1953) és un polític panameny i actual president de Panamà des de 2019. Membre del Partit Revolucionari Democràtic, va ser elegit president del Panamà el 5 de maig de 2019 guanyant amb el 33,27% dels vots.
Cortizo va formar part de l'Assemblea Nacional del 1994 al 2004. Es va convertir en president de l'Assemblea Nacional el 2000, fins a 2001. També va exercir de ministre de Desenvolupament Agrícola i Ramader sota el govern del president Martin Torrijos, no obstant això, va renunciar el 2006 a causa de les seves objeccions a les negociacions realitzades en virtut de l'acord de lliure comerç entre els Estats Units i Panamà.
Cortizo està casat amb Yazmín Colón de Cortizo. Té 2 fills: Carolina i Jorge. Carolina és actualment una de les directores de Copa Airlines.